# Социетальная система
Социетальная система, социетальная общность (от лат. societas – общность) — система общественных отношений и процессов в обществе, рассматриваемых на уровне общества в целом. В научный оборот этот термин ввёл американский социолог А. Г. Келлер.
В социологии социетальная система рассматривается как функциональное взаимодействие ее основных структур (частей) – экономической, социальной, идеологической и политической.

## История
Автор термина «социетальный» Альберт Галлоуэй Келлер относил его к организационным аспектам жизни общества.
В российской социологии понятие социетальности впервые встречается в переводных трудах Т. Парсонса.

## Социетальная общность
У Т. Парсонса социетальная общность описана как объединённая в систему совокупность коллективов, организованных и упорядоченных на основе единых норм, включает в себя нормы, ценности и модели поведения субъектов общественных отношений. В его интерпретации социетальная общность выполняет в социуме интегративную функцию и представляет собой ядро всей социальной системы.
Интегрирующая социум социетальная система формируется в процессах социализации и институционализации. Социализация при этом является процессом, в ходе которого личности через интернализацию ими общих норм и ценностей становятся членами социетального общества. Институционализация же придаёт нормативный характер формам и способам эффективного социального взаимодействия членов общества.

## Структура социетальной системы
Социетальная система рассматривается социологами как взаимодействие её структурных компонентов:
- экономическая структура общества;
- социальная структура общества;
- идеологическая структура общества;
- политическая структура общества.

Каждая из четырёх структур социетальной системы не только выполняет определенную функцию, но и в процессе взаимодействия с другими её структурами придает всей системе новое качество (системное качество), которое нельзя свести только к качествам отдельных элементов социетальной системы.